# 賓県
賓県（ひん-けん）は、中華人民共和国黒竜江省ハルビン市に位置する県。県人民政府の所在地は賓州鎮。

## 地理
北部の行政区境にアムール川(黒竜江)へと続く松花江が流れている。

## 歴史
前漢から西晋にかけては挹婁、南北朝時代は勿吉、隋代は靺鞨の居住地であり、唐代は渤海の版図となった。968年に渤海が滅亡すると遼により東京道、その後金代により上京会寧府、元代は遼陽省開元路、明代は奴児干都司を設置した。
清初はニングタ将軍の管轄区とされ、1744年（乾隆9年）にはラリン・アルチュカ副都統（拉林阿勒楚喀副都統）の管轄とされた。1880年（光緒6年）に賓州庁が設置され、1909年（宣統元年）には賓州府に昇格している。中華民国が成立すると、1913年（民国2年）に賓県と改称された。
当初は吉林省の管轄であったが、1945年（民国34年）に松江省に、1954年に黒竜江省に移管されている。

## 行政区画
下部に12鎮、5郷を管轄：
- 鎮：賓州鎮、居仁鎮、賓西鎮、糖坊鎮、賓安鎮、新甸鎮、勝利鎮、寧遠鎮、擺渡鎮、平坊鎮、満井鎮、常安鎮
- 郷：永和郷、鳥河郷、民和郷、経建郷、三宝郷

## 交通

### 鉄道
- 中国鉄路総公司
  - 中国鉄路ハルビン局集団公司
    - 哈佳線（ハルビン方面）- 賓西北駅（中国語版） - 賓西東駅（中国語版） - 賓州駅（中国語版） - 賓安駅（中国語版） - 勝利鎮駅（中国語版） -（ジャムス方面）

### 道路
- 高速道路
  -  哈同高速道路

- 国道
  -  G221国道（中国語版）
  -  G333国道（中国語版）

- 県道
  -  010県道
  -  015県道
  -  037県道

## 健康・医療・衛生
- 哈爾浜市賓県人民医院